# Jonathan Moriamé
Jonathan Moriamé (Noisy-le-Sec, 1984. június 19. –) francia válogatott vízilabdázó, a CN Noisy-le-Sec kapusa.

## Nemzetközi eredményei
- Mediterrán játékok 5. hely (Mersin, 2013)
- Európa-bajnoki 10. helyezett (Budapest, 2014)
- Európa-bajnoki 9. helyezett (Belgrád, 2016)
- Olimpiai 11. hely (Rio de Janeiro, 2016)